# Ларіно
Ла́ріно (рос. Ларино) — присілок у складі Александровського району Томської області, Росія. Входить до складу Александровського сільського поселення.

## Населення
Населення — 100 осіб (2010; 149 у 2002).
Національний склад (станом на 2002 рік):
- росіяни — 60 %
- ханти — 20 %
- чуваші — 13 %